# تخفيف ميكروي للمرق

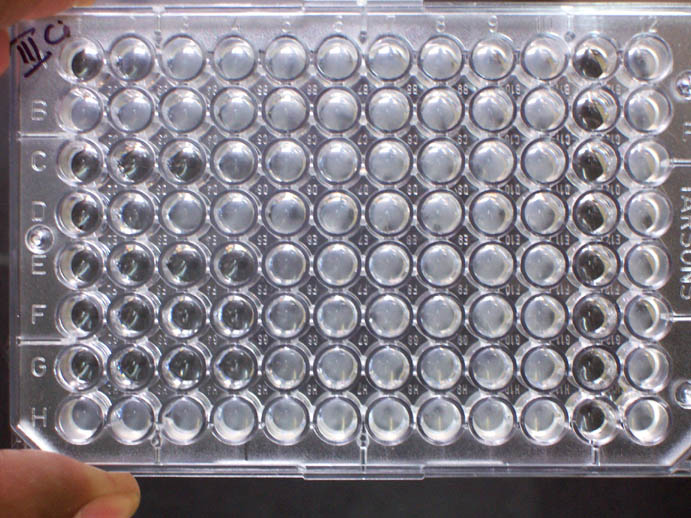
اختبار تخفيف ميكروي للمرق مكتمل

تخفيف ميكروي للمرق (بالإنجليزية:Broth microdilution) هو طريقة تستخدم لاختبار قابلية الكائنات الحية الدقيقة للمضادات الحيوية. وهي الطريقة الأكثر استخدامًا لإجراء هذا الاختبار في الولايات المتحدة.

## المعالجة
أثناء الاختبار، تمتلئ ألواح ميكروتيتير متعددة بمرق يتكون من البروسيلا ومكملات الدم. ثم يتم إضافة تركيزات مختلفة من المضادات الحيوية والبكتيريا المراد اختبارها إلى الطبق. يتم بعد ذلك وضع الصفيحة في حاضنة غير CO2 ويتم تسخينها عند درجة حرارة 35 درجة مئوية لمدة تتراوح بين 16 و 20 ساعة. بعد الوقت المخصص، تتم إزالة اللوحة والتحقق من وجود نمو بكتيري. إذا أصبح المرق غائمًا أو تشكلت طبقة من الخلايا في الأسفل، فقد حدث نمو بكتيري. تم الإبلاغ عن نتائج طريقة التخفيف الدقيق للمرق في الحد الأدنى من التركيز المثبط (MIC)، أو أقل تركيز للمضادات الحيوية التي أوقفت التوسع البكتيري.

## المزايا
يمكن استخدام طريقة مرق التخفيف الدقيق لاختبار قابلية الكائنات الحية الدقيقة لمضادات حيوية متعددة في وقت واحد. كما أن تخفيف المرق الدقيق دقيق للغاية.دقة نتائجها قابلة للمقارنة لتخفيف أجار، المعيار الذهبي لاختبار الحساسية.وتشمل المزايا الأخرى توافر الألواح تجاريًا، وسهولة اختبار وتخزين الألواح، والقدرة على قراءة نتائج بعض الاختبارات بواسطة الآلات.